# La vendetta di Carter
La vendetta di Carter (Get Carter) è un film del 2000, diretto da Stephen Kay ed interpretato da Sylvester Stallone. È il remake di Carter del 1971, con Michael Caine nei panni del protagonista, presente in questa pellicola in un cameo. 

## Trama
Jack Carter, un sicario che vive e opera a Las Vegas al soldo di un boss mafioso, Les Fletcher, torna a casa a Seattle dopo molti anni dopo aver saputo che suo fratello minore Ritchie è morto in un incidente stradale, ufficialmente per guida in stato di ebbrezza. Il suo socio, Con McCarty, tenta di convincerlo a non partire per evitare problemi con Fletcher, ma Jack non desiste e prende il treno per Seattle, dicendo che starà via solo per un paio di giorni. Appena arrivato in città, Jack prende una stanza in un albergo per poi andare il giorno stesso al funerale del fratello. 
Alla cerimonia, Jack rivede la vedova di Ritchie, Gloria, incontra sua nipote Doreen, che non lo ha mai conosciuto, ed Eddie, un ragazzo amico e collega di Ritchie che gestiva un club insieme a lui; Eddie afferma che Ritchie non era il tipo da essere coinvolto in attività illecite, alimentando ulteriormente i sospetti di Jack. Questi parla anche con una donna sconosciuta lì presente che però si mostra evasiva riguardo ai suoi trascorsi con Ritchie, e alla veglia funebre continua a cercare dai presenti delle informazioni su cosa sia successo a suo fratello, infastidendo Gloria. Conversando con Doreen, Jack si sente dire da lei che il padre beveva occasionalmente e non si sarebbe mai messo al volante in quelle condizioni, cosa che lui intuiva già. 
Jack si confronta poi con il proprietario del club gestito da Ritchie, lo strozzino Cliff Brumby. Brumby non crede che Ritchie sia stato assassinato, ma dice che si intratteneva con una tale Geraldine, cioè la donna misteriosa incontrata al funerale, che è una socia del boss locale Cyrus Paice, vecchia conoscenza di Jack e implicato in un giro di pornografia online. Jack riesce anche ad ottenere da Brumby i nastri della sorveglianza del locale per esaminarli più tardi in albergo. 
Jack si reca al club e ritrova Cyrus con Geraldine, ma a causa del loro rapporto non proprio idilliaco al momento di chiedergli qualcosa in più non ottiene informazioni utili; quando l'uomo esce dal locale, Jack decide allora di seguirlo in macchina fino ad un golf club fuori città dove conosce Jeremy Kinnear, un ricco magnate dei computer; parlando con lui, Jack scopre che questi ha assunto Cyrus per procurargli in maniera discreta delle belle donne alle feste e agli eventi d'affari in modo da presentarsi con un'immagine "professionale".
Incapace di ottenere risposte dirette, Jack inizia ad indagare più a fondo, e guardando i nastri della sorveglianza in albergo vede un incontro tra Ritchie e Geraldine. Fra l'altro Con lo chiama per avvisarlo che deve tornare a Las Vegas immediatamente: la situazione è già tesa, e in giro si parla della sua relazione clandestina con Audrey, la fidanzata di Les, ma alla fine accetta di malavoglia di coprirlo per quanto riesce. Jack rintraccia poi Eddie ad una festa e si fa portare all'indirizzo di Geraldine, alla quale chiede cosa stia succedendo: la donna gli rivela che aveva una relazione con Ritchie e che lui e Gloria stavano per divorziare. Difatti il fratello voleva andare via insieme a Geraldine da Seattle, mentre lei voleva restare. Jack se ne va, e in seguito si trova a parlare al telefono con Audrey in albergo: anche se eventualmente lei non volesse farlo insieme a lui, vuole convincerla a cambiare ugualmente vita e ad andarsene il più lontano possibile da Fletcher, ma la ragazza non vuole perché per lei è l'unico modo che conosce per guadagnarsi da vivere. Intanto, nel tempo che passa a Seattle, Jack ricuce i rapporti con Gloria e frequenta di più Doreen, trovando in lei uno spirito molto affine. Viene però anche chiamato a sorpresa da Fletcher, che gli intima con astio di lasciar perdere tutto e di ritornare a Las Vegas.
Jack, una sera, viene raggiunto in macchina davanti all'albergo da un suo conoscente, Thorpey, in compagnia di due gangster, che gli dà un biglietto aereo gratis da parte anonima invitandolo ad andarsene subito. Jack, per risposta, rifiuta il suo "regalo" e reagisce bloccando uno degli uomini, che stava per aggredirlo, e tenendo sotto tiro l'altro con la pistola; poi insegue in auto Thorpey mentre fugge fino a una fabbrica, dove lo fa sbattere per fermarlo e gli chiede chi l'ha mandato fino lì. Thorpey ammette che il responsabile è Cliff Brumby, e Jack gli fa una visita: Brumby, messo alle strette, confessa che una persona a cui doveva dei soldi per il club gli aveva chiesto come favore di assicurarsi che Jack partisse, e quella persona è Cyrus. Jack lo rintraccia e lo aggredisce in un vicolo con rabbia, ma Cyrus si ribella e ribadisce che ormai è inutile inseguire il passato e che è tardi per preoccuparsi di chi non è più in vita, anche perché suo fratello, forse, non era la brava persona che sembrava e potrebbe davvero essere morto per l'incidente.
Una sera Jack riaccompagna Doreen a casa e trova la porta socchiusa, e quando entra per controllare la trova a soqquadro e viene quasi ucciso da un uomo armato di fucile che subito si dilegua, per poi trovare Gloria ferita alla testa, ma viva. Mentre la polizia indaga in casa, Jack si offre di ospitare le due donne in albergo da lui, ma Gloria vuole che lui se ne vada per non causare altri problemi, e sceglie di trasferirsi temporaneamente dalla nonna di Doreen. 
La ragazza però scappa dopo un giorno e va dallo zio, che dopo aver avvisato la madre accetta di ospitarla per poco. In seguito, da Las Vegas Audrey chiama Jack con Fletcher in diretta, che informato delle voci sulla loro relazione, minaccia pesantemente sia lui che la ragazza: in risposta Jack dice che lui con quella città ormai ha chiuso, e che se prova soltanto a toccare Audrey lo ucciderà. Continuando ad indagare, Jack esamina di nuovo il video della sorveglianza e, usando uno specchio del suo bagno, con un trucco ottico riesce a vedere il riflesso di un CD che Geraldine aveva in mano e stava consegnando a Ritchie prima che morisse. Poco dopo va da Kinnear per altre domande ed incontra proprio Geraldine, che continua ad essere evasiva anche sulla faccenda di quel disco, sostenendo di non sapere cosa contiene, e lo accompagna dal magnate per poi andarsene. Kinnear cerca di portare dalla sua parte Jack facendo leva sul fatto che Cyrus lo ricatta nell'ambito dei porno perché vuole che gestisca i suoi siti, ma Jack non si lascia coinvolgere. 
Intenzionato a trovare il disco misterioso, ritorna a casa di Gloria, chiusa dai nastri della polizia, vi si introduce, e capendo che era stata messa in subbuglio proprio per trovarlo lo cerca in giro, finché ha un'illuminazione e lo trova dentro l'unico posto in cui nessuno aveva guardato: un portabiscotti a forma di gatto in cui lui e suo fratello nascondevano le cose da piccoli. Poi approfitta del computer nella stanza di Doreen per guardarne il contenuto. Dalle immagini Jack scopre che Cyrus produce anche dei film porno amatoriali, usando giovani ragazze prima drogate e poi, in stato confusionale, violentate da Eddie e Geraldine; uno dei video mostra proprio Doreen come una delle vittime, lasciando Jack sconvolto. 
Quando ritorna in albergo, Jack viene raggiunto a sorpresa in ascensore da McCarty e un suo compare, Peter, mandati da Fletcher fino a Seattle ad affrontarlo per ritorsione, ma lui li mette entrambi KO e li lascia dentro l'ascensore esanimi. Arrivato in camera trova un biglietto di Doreen, che lo avvisa di essere andata sul tetto del palazzo per riflettere. Jack la raggiunge e la conforta, e parlando con lui la ragazza finalmente si apre, raccontando di come sia stata convinta con l'inganno ad avere rapporti non consensuali per quel filmino e che non si ricorda niente a causa delle droghe. Lei si ritiene responsabile, ma lo zio la rassicura dicendole che non è mai stata colpa sua.
Jack esce molto provato dall'albergo, ma viene chiamato poco dopo da un numero sconosciuto: è Geraldine, che fra le lacrime si scusa per quello che ha fatto, e spiega che quando lei scoprì chi era davvero Doreen portò subito il disco a Ritchie che a sua volta voleva darlo alla polizia, e ora sa che Cyrus sta arrivando per ucciderla; Jack arriva di corsa nell'appartamento della donna solo per trovarla in bagno, senza vita e con una siringa nel braccio. A quel punto l'uomo si lascia andare totalmente alla vendetta e irrompe in ufficio da Cliff per sapere dov'è Eddie. Cliff cerca di dissuaderlo totalmente dicendogli che, anche se pensa di sistemare le cose, Ritchie era coinvolto in qualcosa di troppo pericoloso e che la vendetta ormai non serve a niente, ma Jack non lo ascolta. Poi si dirige all'appartamento di Eddie per interrogarlo e lo picchia. Eddie lo prega di non ucciderlo perché, secondo lui, non intendeva fare del male a nessuno e sostiene che il responsabile di tutto è Cyrus, che ora si trova ad una festa a casa di Kinnear. Nonostante le sue suppliche, però, Jack non intende lasciarlo impunito per lo stupro di Doreen e lo getta dal balcone uccidendolo. Mentre lascia il posto, improvvisamente arriva in macchina McCarty, che lo aveva seguito fin lì con Peter, e lo insegue; dopo una guida rocambolesca fino in città, a un certo punto Jack fa una mossa rischiosa accelerando di proposito contro l'altra auto, ma all'ultimo la schiva e McCarty e il suo compare si schiantano violentemente, e presumibilmente muoiono nell'impatto. 
Risolta la questione, Jack va a casa di Kinnear, che intanto sta cercando di mettersi in contatto proprio con Fletcher per farlo sparire, e affronta Cyrus, che a sua volta sostiene che in realtà è Kinnear stesso l'uomo dietro la morte di Ritchie e invita Jack a smettere di insistere. Sapendo che mente, Jack tenta di colpirlo da dietro, ma Cyrus lo vede nel riflesso di una finestra e si abbassa facendolo finire contro il vetro, per poi colpirlo più volte e mandarlo a terra. Infine Cyrus commenta in modo beffardo che suo fratello si era difeso meglio di lui, ammettendo così in modo sottinteso di averlo ucciso lui, poi se ne va e si unisce alle altre persone sulla pista da ballo affollata. Ferito e stordito, Jack si rialza e segue con calma Cyrus in pista, e dopo averlo raggiunto gli dice che dovrebbe finire ciò che ha iniziato. Cyrus cerca di colpire Jack a tradimento, ma Jack lo stende con un pugno prima di picchiarlo brutalmente, forse a morte, per poi tirare fuori la pistola e puntargliela direttamente in faccia in un impeto finale di rabbia, anche se poi non preme il grilletto. 
Jack a quel punto va da Kinnear in salotto, lo sequestra e dopo averlo portato in auto in una boscaglia fuori città lo interroga per sapere il resto della storia. L'uomo, in preda al panico, confessa di aver chiesto a Cyrus di riprendersi il disco del video con Doreen da Ritchie per evitare guai con le autorità e finire rovinato insieme a lui, ma non di ucciderlo, e che Cyrus aveva commesso l'omicidio in totale autonomia facendo anche bere forzatamente Ritchie per farlo passare per un incidente d'alcol. Alla fine Jack gli crede, viste le circostanze, e lo lascia in vita intimandogli di sparire da Seattle e non tornare mai più. 
Il giorno dopo, nel parcheggio pubblico dove ha lasciato l'auto, Jack trova Brumby che sta rubando il disco dalla macchina. L'uomo alla fine ammette di essere coinvolto e che lo aveva lasciato agire per far sì che lo conducesse al disco senza problemi, ma avverte Jack che ucciderlo lo costringerà a scappare per il resto della sua vita per via della sua influenza; gli assicura, però, che si sbarazzerà comunque del disco per chiudere la questione e accontentare entrambi. Mentre Brumby si allontana, Jack, che ha già fatto la sua decisione, lo chiama un'ultima volta ma lui non intende girarsi; Jack, allora, gli spara alla schiena e lo finisce. 
Ora che tutto è finito, Jack incontra Doreen un'ultima volta sulla tomba di Ritchie e le spiega che dovrà andarsene per un po' per evitare problemi. Dopo averle ricordato che lei è una ragazza speciale, i due si salutano. Infine Jack sale in macchina, apre una mappa stradale con direzione Las Vegas e si allontana.

## Produzione
Le riprese principali si sono svolte principalmente a Vancouver, nella Columbia Britannica, anche se la produzione trascorse diversi giorni a Seattle e Tacoma, nello stato di Washington, per filmare gli esterni dei monumenti locali. La sequenza di apertura del film a Las Vegas è stata girata al casinò-hotel The Venetian.
Inizialmente, Michael Caine doveva solo fare un breve cameo nel film come favore al suo amico Stallone, ma dopo un provino iniziale vennero aggiunte nuove scene per ampliare la sua parte.

## Colonna sonora
Questa pellicola segna il debutto professionale di Tyler Bates come compositore a livello mainstream. Il tema principale è un remix del tema originale del film del 1971 composto da Roy Budd.
1. Theme from Get Carter - Tyler Bates
2. Quicktemper - Red Snapper
3. Descent - Paul Oakenfold e Andy Gray
4. Memory Gospel - Moby
5. Enchanted - Delerium
6. Psyché Rock (mix) - Pierre Henry e Michael Colomber
7. Diagonal Girl - Mint Royale
8. Cybersex - Made fod Masses
9. Falling - Soma Sonic
10. Spirit of Man - Twelve Tone
11. Open Your Mind - Future Primitive
12. Joy to the World - The Accidentals
13. Jingle Bells - Jellybean
14. Silent Night - The Accidentals

## Distribuzione

### Edizione italiana
Il doppiaggio italiano del film fu eseguito dalla C.D. Cine Doppiaggi e diretto da Ferruccio Amendola su dialoghi di Alberto Piferi. Si tratta dell'ultimo film doppiato da Amendola e Nando Gazzolo.

## Riconoscimenti
- 2001 - Taurus World Stunt Awards
  - Candidatura per i migliori stunt di guida